# Фрашинето
Фрашинето (итал. Frascineto) — коммуна в Италии, располагается в регионе Калабрия, подчиняется административному центру Козенца.
Население составляет 2500 человек, плотность населения составляет 89 чел./км². Занимает площадь 28 км². Почтовый индекс — 87010. Телефонный код — 0981.
Покровительницей коммуны почитается Пресвятая Богородица, празднование 8 и 9 декабря.